# Kamil Kopúnek
Kamil Kopúnek (născut 18 mai 1984 în Trnava) este un jucător de fotbal slovac, care joacă pentru FC Spartak Trnava și pentru Echipa națională de fotbal a Slovaciei.

### Internațional
| #  | Data          | Stadion                             | Adversar | Scor  | Rezultat | Competiție                         |
| -- | ------------- | ----------------------------------- | -------- | ----- | -------- | ---------------------------------- |
| 1. | 29 mai 2010   | Hypo-Arena, Austria                 | Camerun  | 1 – 0 | 1–1      | Amical                             |
| 2. | 24 iunie 2010 | Stadionul Ellis Park, Africa de Sud | Italia   | 3 – 1 | 3–2      | Campionatul Mondial de Fotbal 2010 |

## Career statistics
| Club              | Sezon   | Campionat | Campionat | Cupă | Cupă | Europa | Europa | Total | Total |
| Club              | Sezon   | J         | GM        | J    | GM   | J      | GM     | J     | GM    |
| ----------------- | ------- | --------- | --------- | ---- | ---- | ------ | ------ | ----- | ----- |
| FC Spartak Trnava | 2001-02 | 1         | 0         | 0    | 0    | 0      | 0      | 1     | 0     |
| FC Spartak Trnava | 2002-03 | 10        | 2         | 0    | 0    | 0      | 0      | 10    | 2     |
| FC Spartak Trnava | 2003-04 | 9         | 0         | 2    | 0    | 1      | 0      | 12    | 0     |
| FC Spartak Trnava | 2004-05 | 27        | 1         | 2    | 0    | 5      | 1      | 34    | 2     |
| FC Spartak Trnava | 2005-06 | 32        | 4         | 6    | 1    | 0      | 0      | 38    | 5     |
| FC Spartak Trnava | 2006-07 | 34        | 1         | 2    | 0    | 2      | 0      | 38    | 1     |
| FC Spartak Trnava | 2007-08 | 27        | 1         | 5    | 0    | 0      | 0      | 32    | 1     |
| FC Spartak Trnava | 2008-09 | 25        | 1         | 1    | 0    | 2      | 0      | 28    | 1     |
| FC Spartak Trnava | 2009-10 | 31        | 1         | 6    | 2    | 4      | 0      | 41    | 3     |
| Total             |         | 196       | 11        | 24   | 3    | 14     | 1      | 234   | 15    |

Ultima actualizare: 29 mai 2010